# 桑迪诺尔
桑迪诺尔（法語：Sains-du-Nord）是法国北部-加来海峡大区诺尔省的一个市镇，属于埃尔普河畔阿韦讷区南埃尔普河畔阿韦讷县。该市镇2009年时的人口为2,892人。

## 人口
桑迪诺尔人口变化图示
| 数据来源：INSEE |